# Publius Aelius Hadrianus Afer
Publius Aelius Hadrianus Afer (geboren um 45 in Italica; gestorben 85 oder 86) war ein römischer Senator im 1. Jahrhundert und Vater des römischen Kaisers Hadrian.
Sein Name wird in der Historia Augusta mit Aelius Hadrianus, cognumento Afer, in der Epitome de Caesaribus nur mit Aelius Hadrianus überliefert. Cassius Dio nennt ihn Hadrianus Afer. Eine Inschrift aus Athen gibt als Filiation Hadrians Sohn des Publius an, was das Praenomen des Aelius Hadrianus Afer sichert. Das Cognomen Afer („aus Africa stammend“) ist seit der späten Republik weit verbreitet und in der Regel bedeutungslos. Hadrianus Afer stammte aus der hispanischen Stadt Italica und war mütterlicherseits ein Cousin des ebenfalls aus Italica gebürtigen späteren Kaisers Trajan und dessen Schwester Ulpia Marciana. Seine Mutter war demnach eine literarisch nicht bekannte Schwester des Marcus Ulpius Traianus, möglicherweise Ulpia Plotina. Sein Großvater soll ein nicht weiter zu fassender Marullinus oder Maryllinus (so die Handschriften) gewesen sein, der erste der Familie, der dem Senatorenstand angehörte.
Über die Ämterlaufbahn des Hadrianus Afer ist lediglich bekannt, dass er ein ehemaliger Prätor war – Cassius Dio nennt ihn ἐστρατηγηκώς („gewesener Prätor“). Wann er diesen Rang erlangte, ist unbekannt. Er heiratete vor dem Jahr 76 die aus der hispanischen Stadt Gades stammende Domitia Paulina, mit der er außer dem späteren Kaiser Hadrian wenigstens eine, möglicherweise erstgeborene Tochter namens Domitia Paulina hatte. Die frühe Neigung Hadrians zu griechischer Kultur, sein Philhellenismus, könnte laut Anthony R. Birley mit einem Prokonsulat des Hadrianus Afer in der römischen Provinz Achaea in den frühen 80er-Jahren zusammenhängen. Als sein am 24. Januar 76 geborener Sohn im zehnten Lebensjahr war (decimo aetatis anno), starb Hadrianus Afer, und seine Kinder wurden unter die Vormundschaft Trajans und des Offiziers Publius Acilius Attianus gestellt. Ob seine Frau zu diesem Zeitpunkt noch lebte, ist nicht gesichert.
In einem Papyrusfragment aus Bakchias im ägyptischen Fayum, dem sogenannten Papyrus P.Fay 19, das als Schreibübung anscheinend einen von Hadrian an seinen Nachfolger und Adoptivsohn Antoninus Pius gerichteten Brief enthält und in den wenigen erhaltenen Zeilen autobiographische Züge zeigt, berichtet der sich auf seinen baldigen Tod vorbereitende Hadrian als „Schreiber“, dass sein Vater im Alter von vierzig Jahren gestorben sei. Das Geburtsjahr Hadrianus Afers wäre in dem Fall auf die Jahre 45/46 einzugrenzen und seine Praetur könnte in die Zeit um die Geburt seines Sohnes fallen. Bedeutung und Stellung des Papyrus sind allerdings unsicher, entsprechend vorsichtig wird sein Wert gewichtet. Sollte der Brief keine Erfindung sein, hätte Hadrianus Afer mehr als eine Tochter gehabt, da Hadrian in dem Brief von seinen „Schwestern“ schreibt.